# Hospital Militar
Hospital Militar (port. für „Militärkrankenhaus“) ist eine osttimoresische Aldeia. Sie liegt im Zentrum des Sucos Lahane Ocidental (Verwaltungsamt Vera Cruz, Gemeinde Dili). Hospital Militar grenzt im Westen an die Aldeia Gomes Araujo, im Norden an die Aldeias Correio und Ainitas Hun und im Süden an die Aldeias Rai Cuac und Mota Ulun.
Namensgeber der Aldeia ist das um 1900 erbaute Krankenhaus von Lahane.
In Hospital Militar leben 541 Menschen (2015).